# Anchor Bay (Malta)
Anchor Bay, en español, bahía del Ancla, es una bahía en el noroeste de la isla de Malta. Se encuentra a unos dos kilómetros al oeste de Mellieħa. En 1979 aquí se filmó la película Popeye - The Sailor with a Hard Punch.

## Historia de la bahía
El nombre de la bahía proviene de las muchas anclas romanas que se encuentran aquí en el fondo de la bahía. Algunos de ellos se encuentran ahora en el Museo Marítimo de Vittoriosa.
Hasta el final de la década de 1970 Anchor Bay era un lugar tranquilo y silencioso, conocido solo por un pequeño círculo de buceadores y lugareños. Luego se creó aquí la ciudad escénica Popeye Village, que el director Robert Altman había construido en 1979 para la película de Popeye The Sailor with the Hard Punch como una romántica aldea pirata llamada Sweethaven con casas de madera y caminos de tablones. Desde entonces el sitio se ha convertiro en un lugar transitado con un parque de atracciones. Después de dos incendios, Popeye Village fue reconstruido con el mismo estilo.

## Buceo
Anchor Bay es un lugar popular para el buceo y el snorkel. En la bahía se encuentra la Cueva del Escorpión, una cueva a unos 8 metros de profundidad y un pequeño pecio se encuentra también en la entrada de la bahía. La bahía está rodeada de paredes escarpadas, en el medio hay un antiguo muelle de hormigón, al que conduce un camino desde el lado sur de la bahía. Desde aquí se puede llegar fácilmente al agua a través de una escalera.

## Galería de imágenes

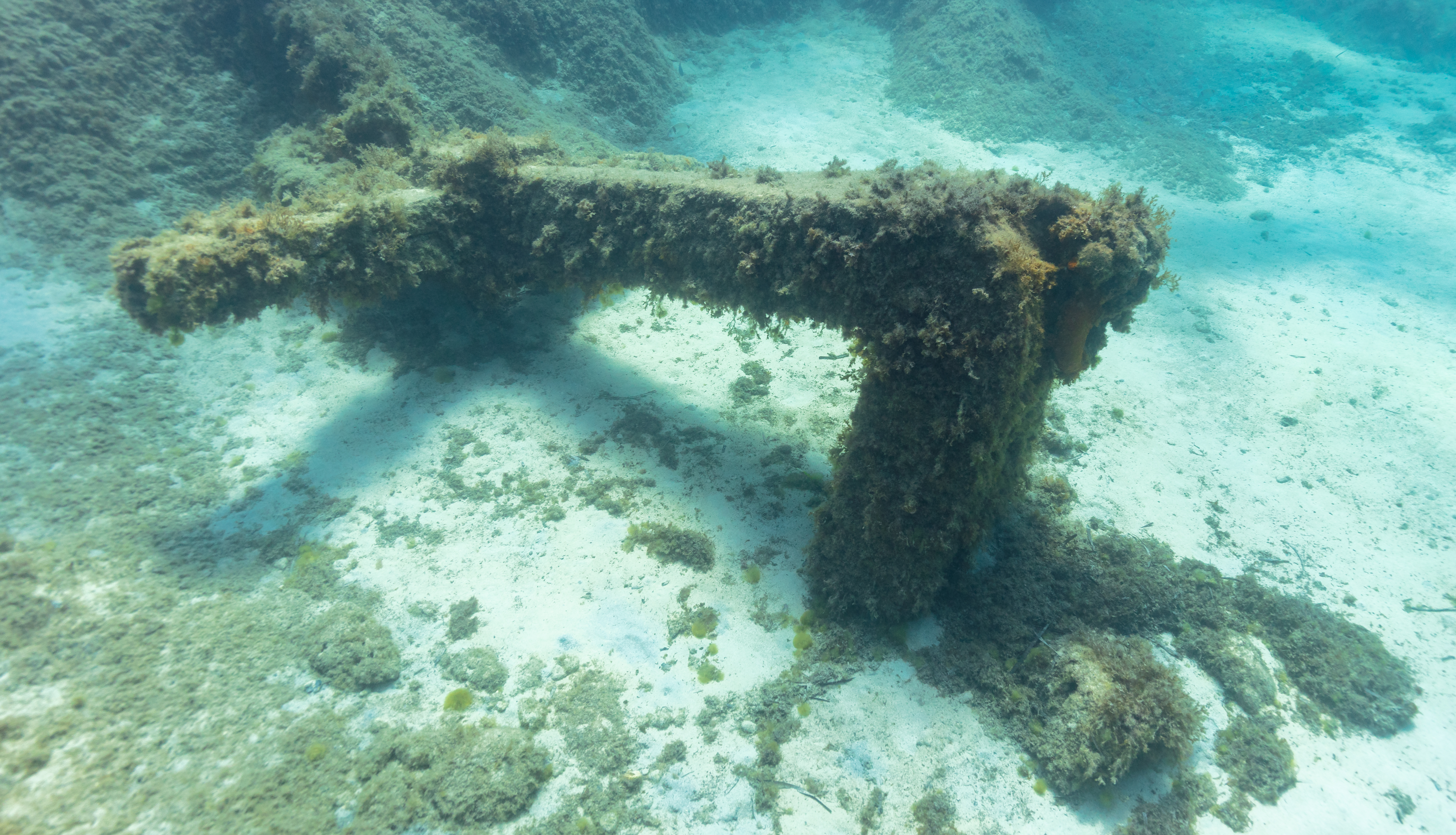
Ancla que supuestamente da nombre a la bahía.
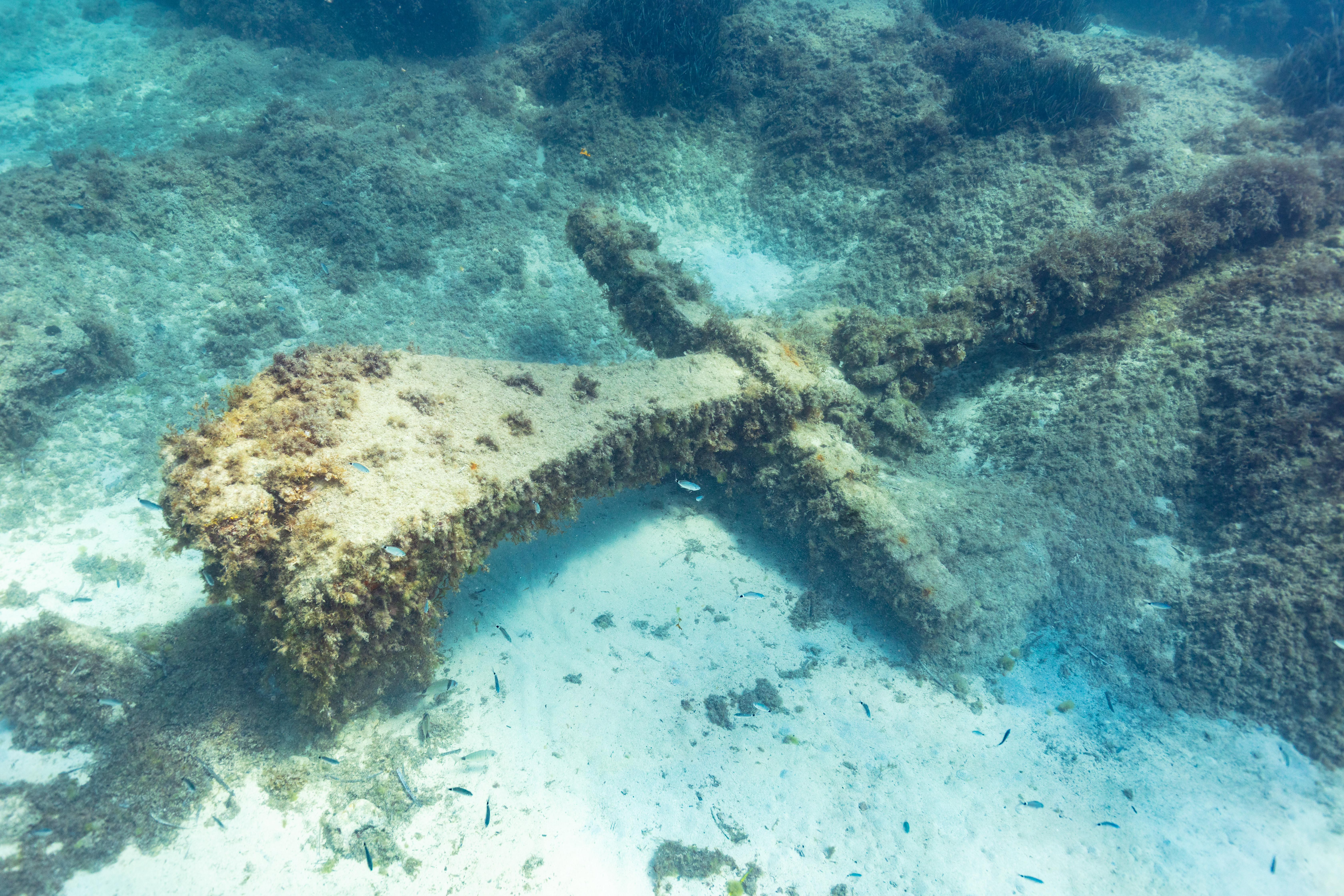
Otra vista del ancla.
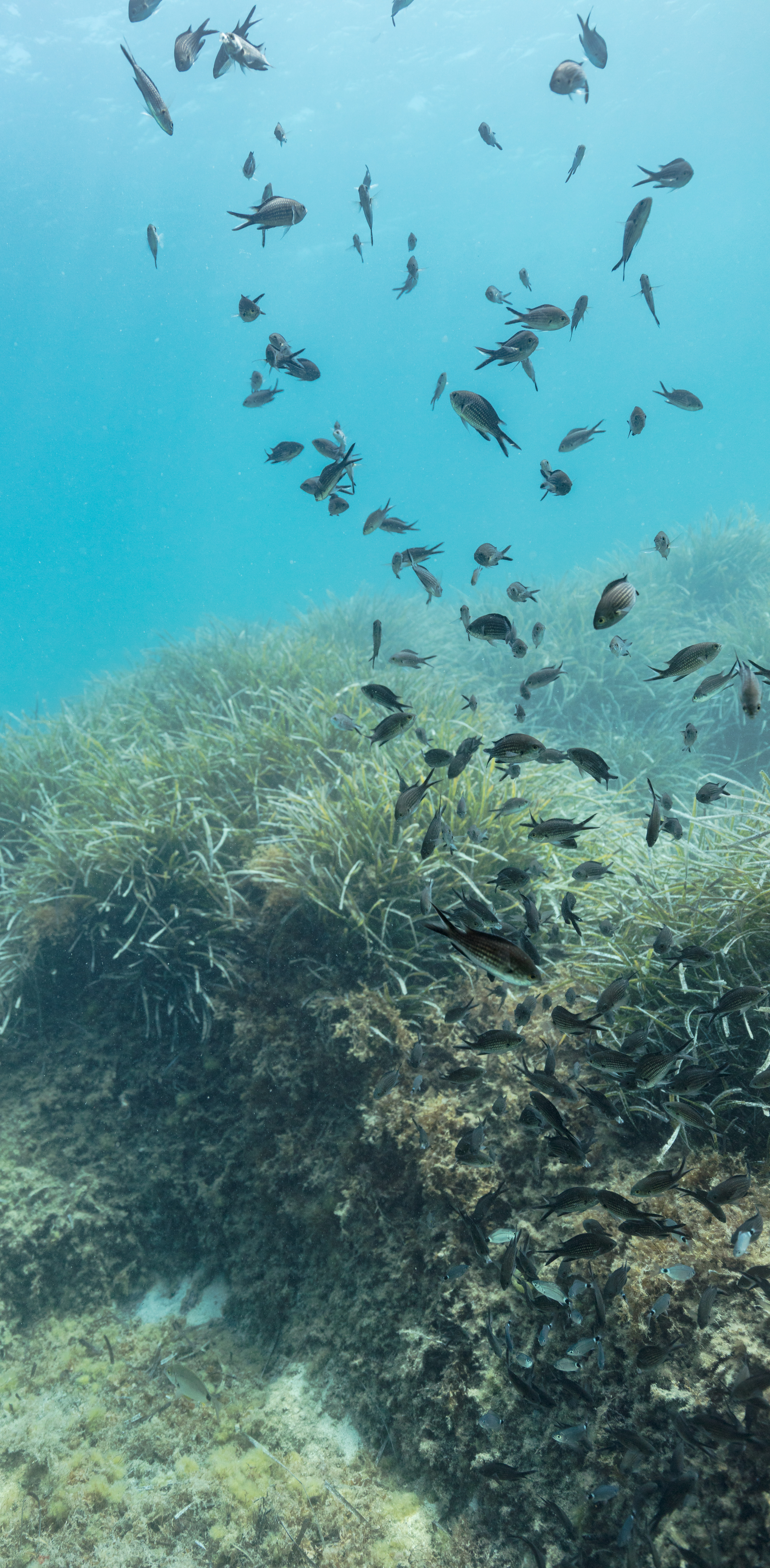
Grupo de fulas blancas (Chromis limbata).
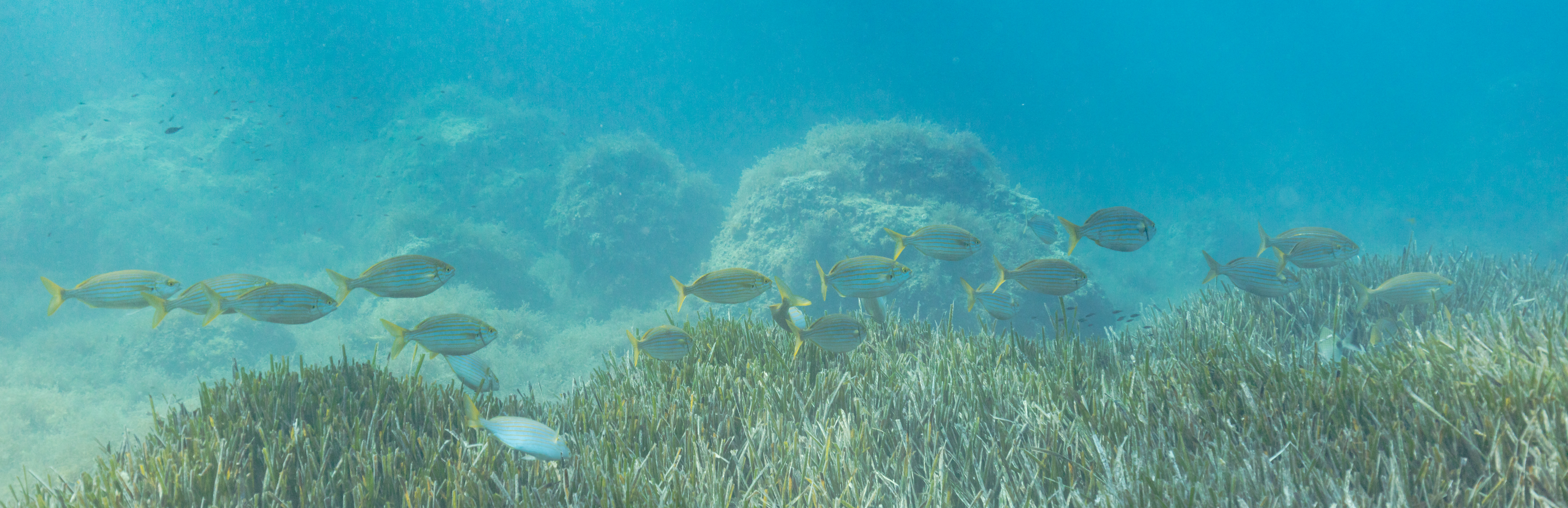
Grupo de salemas (Sarpa salpa).
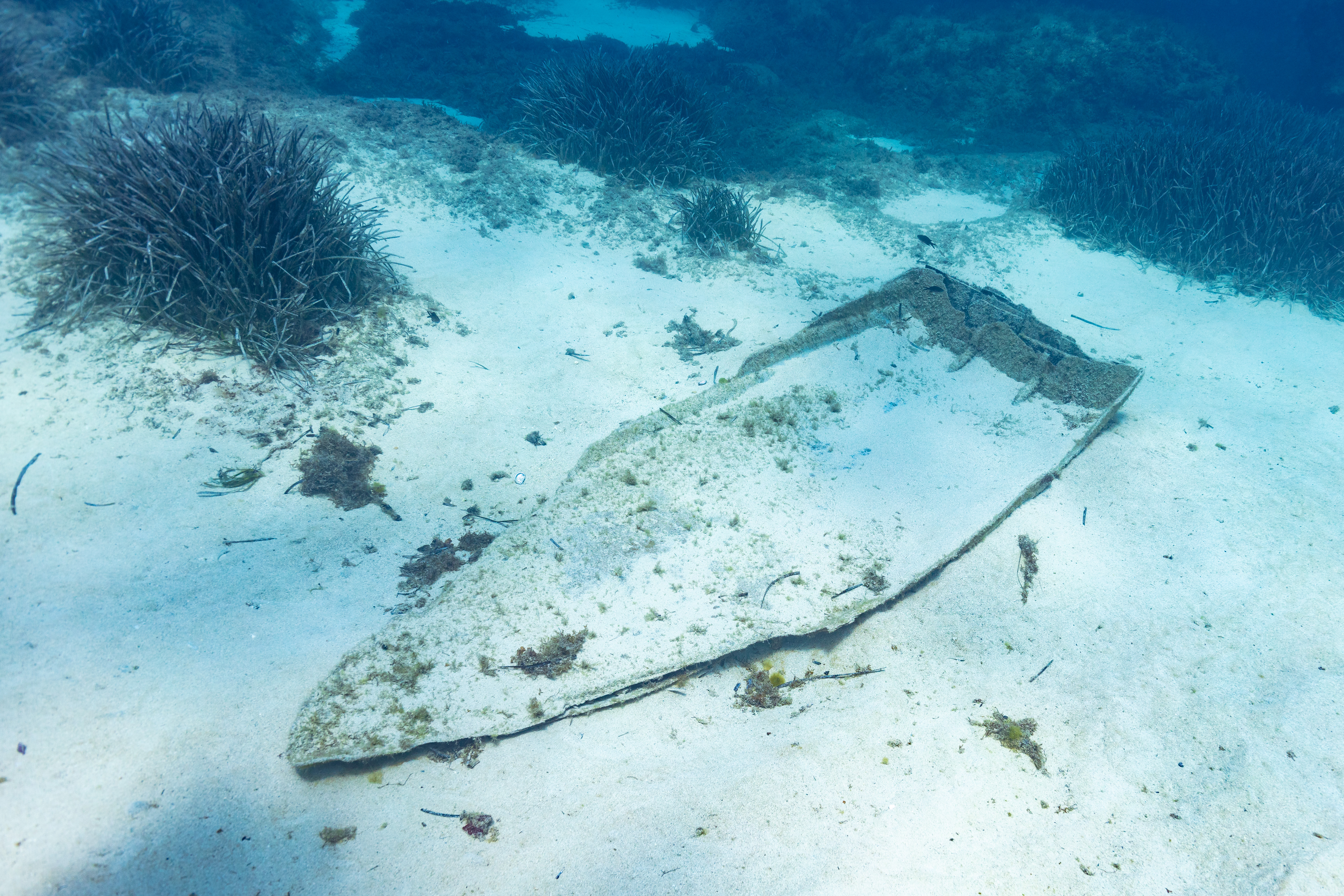
Restos del pecio.
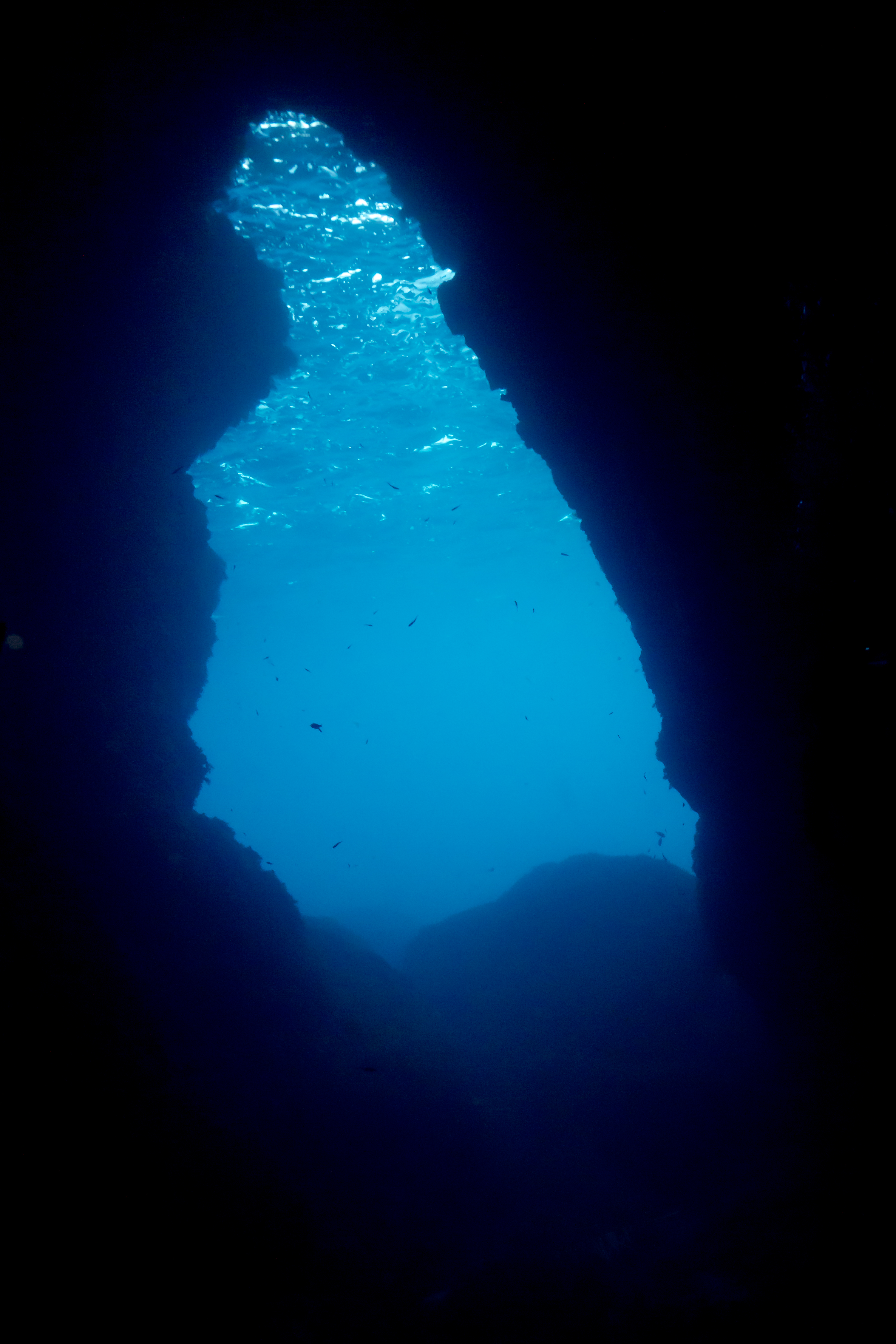
Salida de la cueva de la bahía.